# Calytrix pimeleoides
Calytrix pimeleoides là một loài thực vật có hoa trong Họ Đào kim nương. Loài này được C.A.Gardner ex Keighery mô tả khoa học đầu tiên năm 2004.